# Chiesa di Santa Maria della Mena
La chiesa di Santa Maria della Mena (nota anche come chiesa di Santa Maria dell'Amena) era una chiesa situata nelle campagne della città di Altamura ed edificata, secondo alcune fonti, da San Guglielmo da Vercelli assieme a un monastero. Il complesso era situato nell'area della Mena, nelle vicinanze del Pulo di Altamura.

## Storia
La chiesa viene citata all'interno dell'agiografia di San Guglielmo da Vercelli scritta da Tommaso Costo e dal titolo Istoria dell'origine del sagratissimo luogo di Montevergine (1591); citazioni sono presenti anche all'interno dell'opera di Gian Giacomo Giordano Storie di Montevergine (1649). Il monastero fu fondato da San Guglielmo da Vercelli intorno al 1138-1139 (tre o quattro anni prima della sua morte) e i monaci appartenevano alla Congregazione verginiana.
Nel 1515 il suo "beneficiò passò alla Città di Altamura nel 1515, conservandosi il culto nell'abitato in una omonima chiesetta presso Santa Caterina". Nella carta Rocca P/33, conservata presso la Biblioteca Angelica e raffigurante la città di Altamura verso la fine del XVI secolo d.C., viene raffigurata anche la chiesa di Santa Maria lo Carmo. Dal momento che la chiesa è approssimativamente vicina a Santa Caterina, lo storico locale Giuseppe Pupillo ipotizza che la chiesa di Santa Maria lo Carmo sia la "chiesa di Santa Maria de Amena".
Secondo quanto riportato da Tommaso Costo, San Guglielmo da Vercelli visse per un certo periodo ad Altamura (secondo Domenico Santoro); un giorno, lo stesso Guglielmo da Vercelli si sarebbe recato dal Governatore di Altamura per lamentarsi di un danno subito al suo seminato. Il Governatore gli disse che avrebbe punito i malfattori se li avesse portati al suo cospetto. Così il santo ordinò a delle bestie feroci colpevoli del misfatto di seguirlo per portarle dal Governatore, le quali divennero di un'inusuale mansuetudine, tanto da seguirlo fino dal governatore. Quest'ultimo, meravigliato della docilità di quelle bestie e interpretando ciò come opera del Signore, fece donazione di un lembo di terra sul quale poi sarebbero sorti una chiesa e un monastero denominati Santa Maria Della Mena, che sorgevano nell'area omonima della città di Altamura (l'area Santa Maria della Mena o semplicemente la Mena, a pochi chilometri dal Pulo). Questo evento è riportato dagli agiografi come un miracolo, sotto il nome di miracolo degli animali che guastarono i seminati di S. Guglielmo. Tommaso Costo fa risalire la ragione del nome Santa Maria della Mena al gesto dell'aver "menato" quelle bestie davanti al Governatore, anche se l'origine del toponimo è probabilmente diverso, dal momento che l'area è nota (ancora oggi) perché situata sul percorso della cosiddetta "mena delle pecore", cioè la transumanza.
Tommaso Costo scrive che la chiesa era ancora in piedi intorno alla fine del XVI secolo, ed era stata ricostruita sulle reliquie di una molto maggiore. Domenico Santoro riporta che i rimanenti "beni furono dati in sussidio del Monastero di S. Salvatore, in Guglieto, dell'istesso Ordine posto presso la città di Nusco"; la notizia è riportata anche da Giovanni Giacomo Giordano (1649).
Lo storico locale Tommaso Berloco cercò la chiesa e il monastero situati della Mena, ma non riuscì a localizzarli con precisione. Trovò dei muraglioni nei pressi del querceto di una masseria della zona, sui cui muri vi erano secondo alcune testimonianze, agli inizi del Novecento, tracce di affreschi.
Secondo quanto riportato dall'altamurano Domenico Santoro nella sua Descrizione della città di Altamura (1688), San Guglielmo da Vercelli avrebbe vissuto da eremita in una caverna di una dolina nei pressi della città di Altamura, il cosiddetto Pulo. Lo stesso Domenico Santoro (1688) riporta che "si vede nel lato settentrionale una Chiesa piccola concava nel sasso dedicata alla SS.ma Annunziazione di Maria (da non confondere con la Chiesa di Santa Maria della Mena), con due stanzette e una grotta: e nel fondo si vede l'orticello, forse quello che fu danneggiato dagli animali con due concavi sassi, forse per premere uva o rigettare piogge". La chiesa di cui parla Domenico Santoro oggi non esiste più sebbene siano visibili resti di "adattamento di epoca medioevale". Essendo l'opera del 1688, il Santoro non poteva avere conoscenza diretta della permanenza del santo all'interno del Pulo, pertanto riguardo a questo particolare potrebbe aver consultato altre fonti al momento ignote.
Giovanni Giacomo Giordano (1649) racconta che, mentre la chiesa veniva costruita, San Guglielmo si trattenne molti mesi in Altamura. Una volta che la costruzione ebbe preso la sua forma, San Guglielmo affidò la costruzione ad alcuni religiosi, affinché ne avessero cura, e si recò al Monastero di San Salvatore, "per celebrar la festa della Santa Pasqua di Resurrettione dell'anno 1139".

## Fonti
L'esistenza del monastero è confermata da diversi documenti storici, come testimoniato dallo storico locale V. Tirelli. Giovanni Giacomo Giordano (1649) afferma che:
(Giordano, p. 480)
Domenico Santoro (1688), riprendendo Costo e Giordano e aggiungendo ulteriori informazioni, racconta che "oggidì vi si vede una Chiesa rimasta dalle reliquie di quella che era molto più maggiore, e tiene tuttavia l'istesso nome"; inoltre lo stesso Santoro racconta:
(Berloco, p. 47)
Assai singolare è il fatto che la chiesa non compaia in nessuno dei cataloghi di pergamene dell'imponente ricerca d'archivio relativa ai documenti delle chiese e dei monasteri verginiani, condotta da padre Giovanni Mongelli. L'unica eccezione è, forse, il riferimento a "Santa Maria de Pulo", una "grancia" situata presso "priano Turitto e Altamura" all'interno di una pergamena di Carlo II d'Angiò datata 9 agosto 1301 e conservata presso l'archivio dell'Annunziata di Napoli. La pergamena in questione è oggi andata perduta, ma la notizia della sua esistenza è riportata da Giambattista D'Addosio nell'opera Origine, vicende storiche e progressi della Real Santa Casa dell'Annunziata di Napoli (1883).

### I versi latini
Giordano (1649) racconta come il miracolo di cui sopra sia riportato nei libri relativi a San Guglielmo da Vercelli insieme a due versi latini, a corredo delle immagini del Santo:
(Giordano, p. 480)
La notizia è ripresa da Domenico Santoro (1688) il quale riprende quanto scritto da Giordano:
(Berloco, p. 48)

### Il poema dell'Incoronata
Domenico Santoro trascrive anche dei versi iniziali di un non meglio specificato canto settimo del poema dell'Incoronata, che, secondo lo stesso Santoro, confermerebbero l'esistenza degli edifici di Guglielmo da Vercelli:
in cui Altilia è il nome originario di Altamura (la cui autenticità è stata messa in discussione).